# Західна Україна (тижневик)
«Західна Україна» — періодичне видання; регіональний тижневик.
Виходив у Тернополі від 1991 — на Тернопільську, Івано-Франківську та Львівську області.
Засновник — СП «Газета „Західна Україна“».
Головний редактор — Володимир Андріїшин.
Загальний наклад — 14675 примірників (травень 1996). 
У листопаді 1996 вихід припинила через фінансову кризу.